# بانک مرکزی افغانستان
بانک مرکزی افغانستان (د افغانستان بانک)، نهاد ناظر بر خدمات مالی و بانکداری در افغانستان است که در سال ۱۳۱۸ه‍.خ با سرمایۀ اولیۀ ۱۲۰ میلیون افغانی در کابل بنیانگذاری و آغاز به فعالیت کرد.
بانک مرکزی افغانستان یا دَ افغانستان بانک برنامه‌ریز و اداره‌کنندۀ سامانۀ بانکداری افغانستان می‌باشد.

### فهرست مدیران
| نام                  | سال  | نام                  | سال  | نام             | سال         |
| -------------------- | ---- | -------------------- | ---- | --------------- | ----------- |
| عبدالمجید زابلی      | ۱۳۱۸ | مهراب‌الدین پکتیا وال | ۱۳۶۱ | نور الله دلاوری | ۱۳۸۳- ۱۳۸۶  |
| حبیب الله مالی اچکزی | ۱۳۳۳ | عبدالبصیر رنجبر      | ۱۳۶۴ | نور الله دلاوری | ۱۳۸۳- ۱۳۸۶  |
| حبیب الله مالی اچکزی | ۱۳۳۳ | عبدالبصیر رنجبر      | ۱۳۷۶ | نور الله دلاوری | ۱۳۹۰ - ۱۳۹۳ |
| عبدالحی عزیز         | ۱۳۳۹ | دکتور کبیر           | ۱۳۶۷ | خلیل صدیق       | ۱۳۷۰        |
| عبدالحی عزیز         | ۱۳۴۱ | دکتور کبیر           | ۱۳۶۷ | خلیل صدیق       | ۱۳۷۰        |
| محمد حکیم خان        | ۱۳۵۴ | انورالحق احدی        | ۱۳۸۳ | خلیل صدیق       | ۱۳۷۰        |
| غلام حسین جوینی      | ۱۳۵۹ | عبدالقدیر فطرت       | ۱۳۷۵ | خلیل صدیق       | ۱۳۹۴        |
| غلام حسین جوینی      | ۱۳۶۰ | عبدالقدیر فطرت       | ۱۳۸۶ | خلیل صدیق       | ۱۳۹۴        |
| غلام حسین جوینی      | ۱۳۶۰ | عبدالقدیر فطرت       | ۱۳۹۰ | خلیل صدیق       | ۱۳۹۴        |

## چاپ اسکناس
تاریخ چاپ اسکناس به سال پیش از بنیانگذاری د افغانستان بانک برمی‌گردد. در ۲۶ دلو ۱۳۱۸ه‍.خ این بانک اسکناس‌هایی را در واحد ۲، ۵، ۱۰، ۲۰، ۵۰، ۱۰۰، ۵۰۰، و ۱٬۰۰۰ افغانی چاپ کرد.

## پیوندبه بیرون
- وبگاه رسمی بانک مرکزی افغانستان
- وبگاه رسمی وزارت اقتصاد افغانستان